# Biserica reformată din Săsarm
Biserica reformată din Săsarm este un monument istoric aflat pe teritoriul satului Săsarm; comuna Chiuza.

## Localitatea
Săsarm, mai demult Săsarma, Sasarm, Sesarma (în germană Weisshorn, în maghiară Szészárma) este un sat în comuna Chiuza din județul Bistrița-Năsăud, Transilvania, România. Menționat pentru prima oară în 1292, cu denumirea de Weishorn.

## Biserica
În 1602 satul a fost pustiit. Era menționată biserica în ruină în 1644. În 1744 zidurile bisericii mai erau încă în picioare, dar acoperișul era distrus. Pietrele vechii biserici au fost folosite la construcția turnului bisericii din Beclean. O nouă biserică a fost construită în 1900 pentru a o înlocui pe cea veche.

## Vezi și
- Săsarm, Bistrița-Năsăud

## Imagini

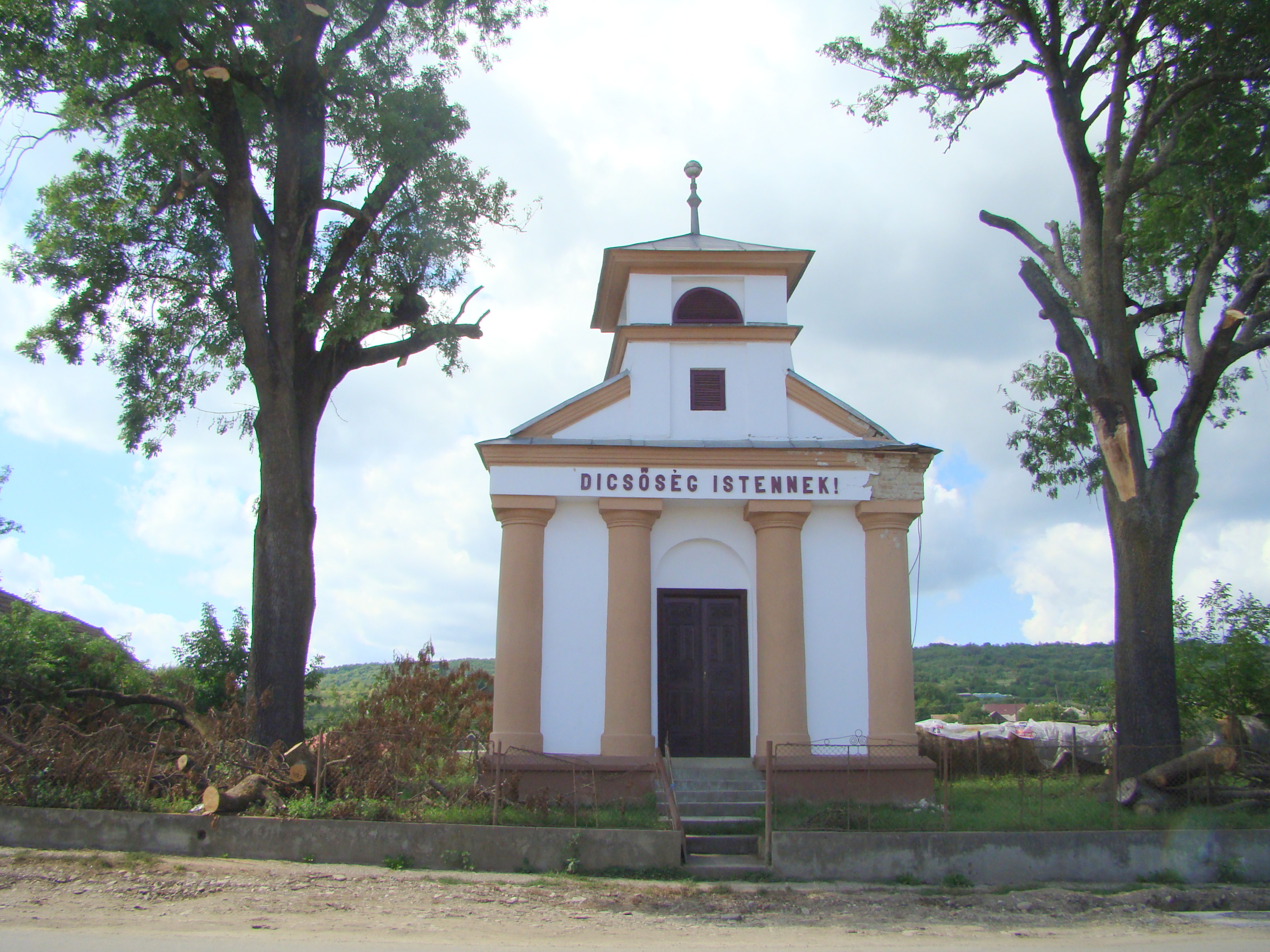
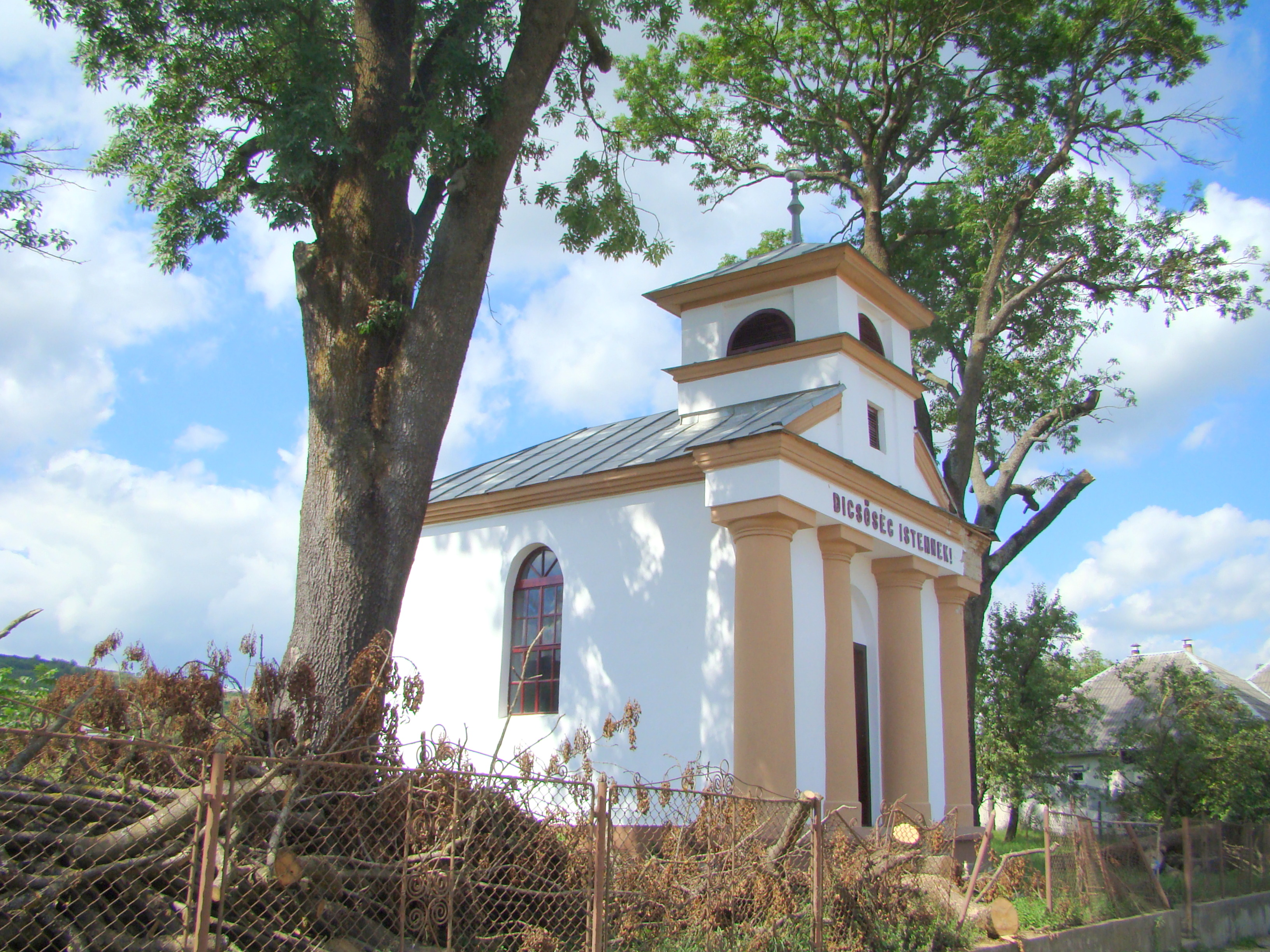
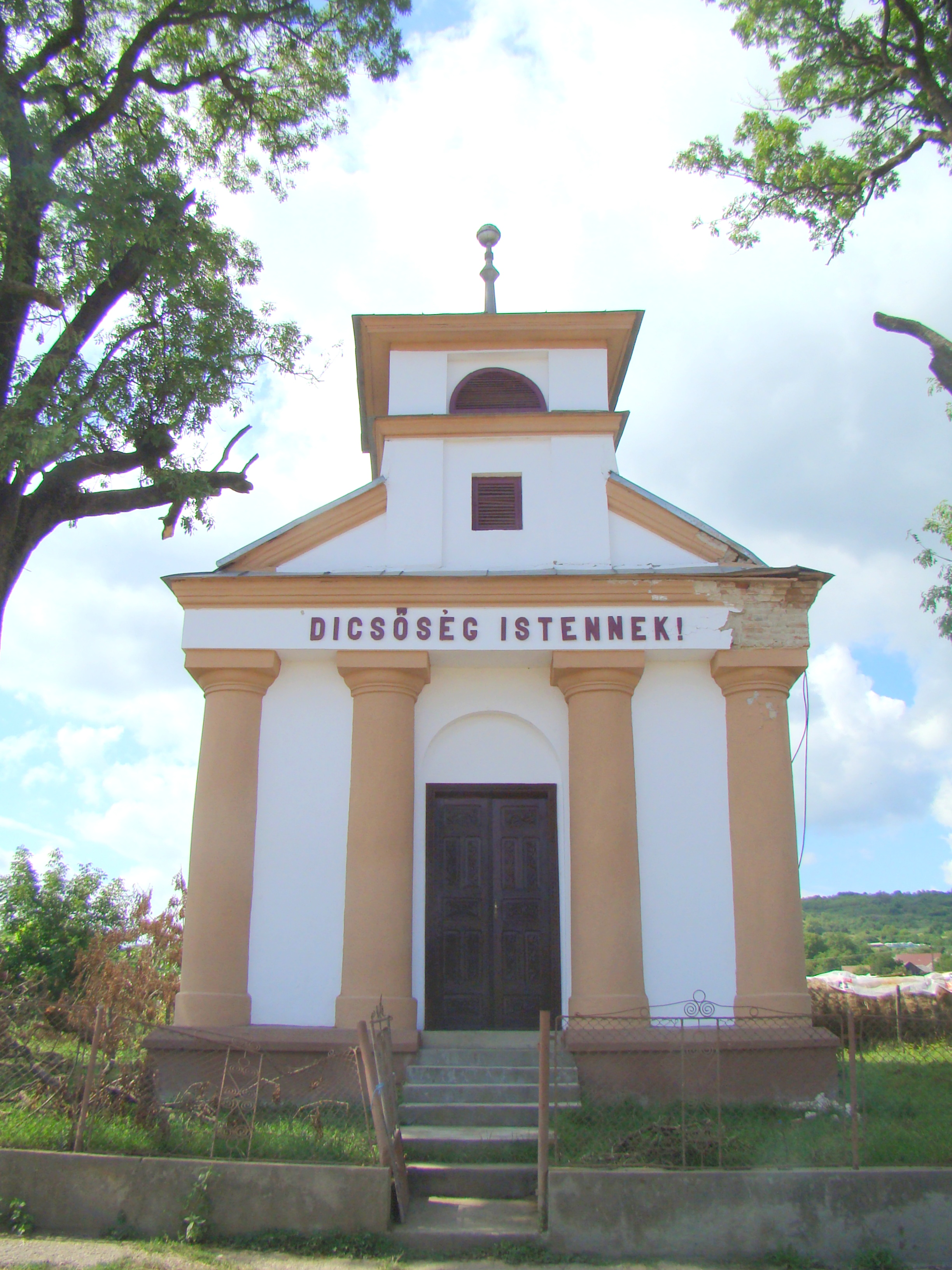
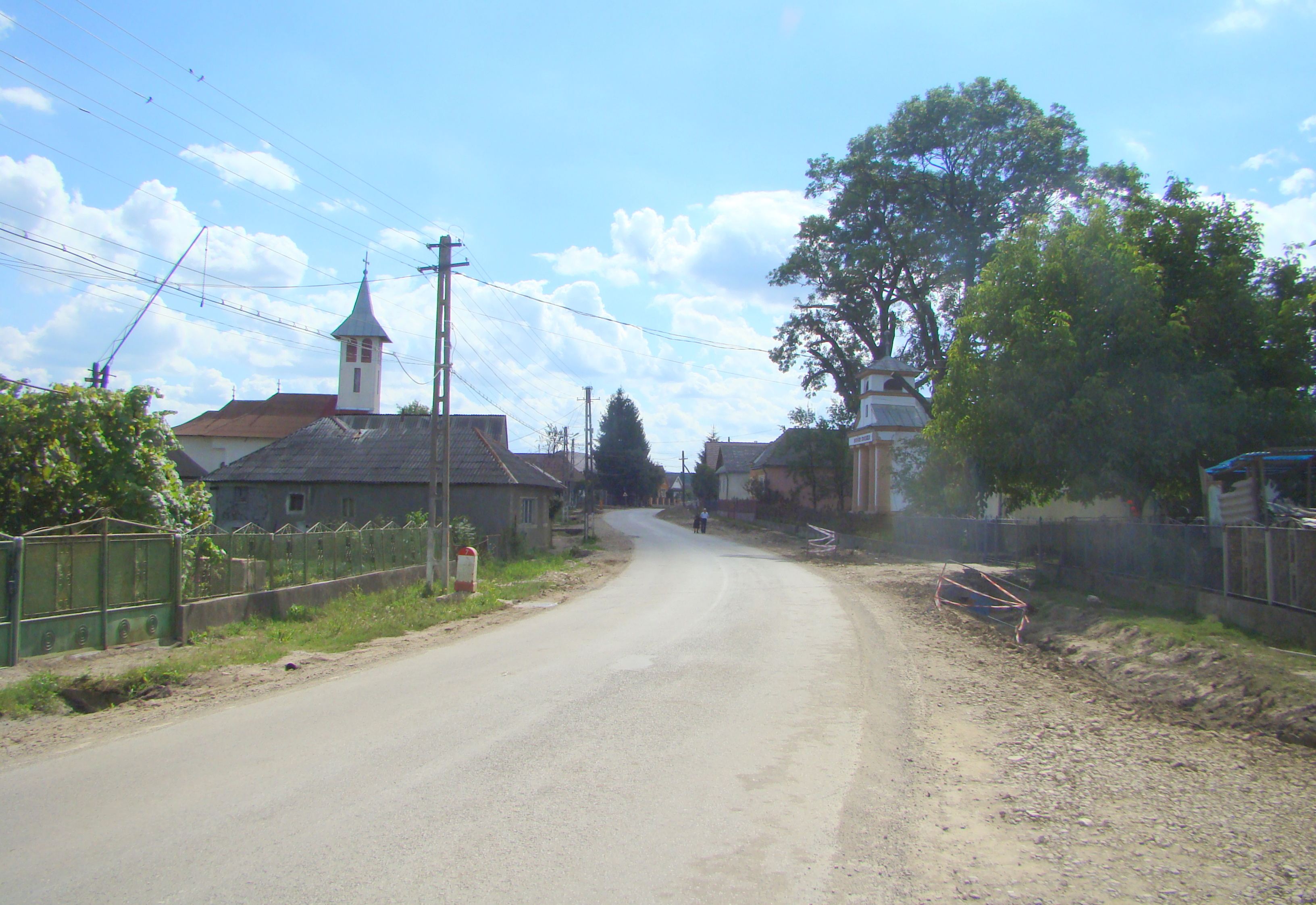
Biserica şi împrejurimile